# Поперечная Лапшанга
Поперечная Лапшанга — река в России, протекает по Макарьевскому району Костромской области и Ковернинскому району Нижегородской области. Устье реки находится в 71 км от устья Лапшанги по левому берегу. Длина реки составляет 11 км.
Исток реки находится близ границы Костромской и Нежегородской областей в 18 км северо-западнее посёлка Северный и в 48 км юго-восточнее Макарьева. Река течёт на юго-восток, всё течение реки проходит по заболоченному, ненаселённому лесному массиву.

## Данные водного реестра
По данным государственного водного реестра России относится к Верхневолжскому бассейновому округу, водохозяйственный участок реки — Ветлуга от города Ветлуга и до устья, речной подбассейн реки — Волга от впадения Оки до Куйбышевского водохранилища (без бассейна Суры). Речной бассейн реки — (Верхняя) Волга до Куйбышевского водохранилища (без бассейна Оки).
Код объекта в государственном водном реестре — 08010400212110000042741.